# José Francàs
José Francàs Casas, né le 9 octobre 1915 à Barcelone et mort le 4 septembre 1987, est un footballeur espagnol qui jouait au poste de gardien de but.

## Biographie
José Francàs débute en première division à l'âge de 19 ans avec le FC Barcelone lors de la saison 1934-1935. Il joue en tout trois matchs de championnat avec Barcelone.
Lors de la saison 1943-1944, il joue 18 matchs en première division avec le CE Sabadell.